# Simone Solga

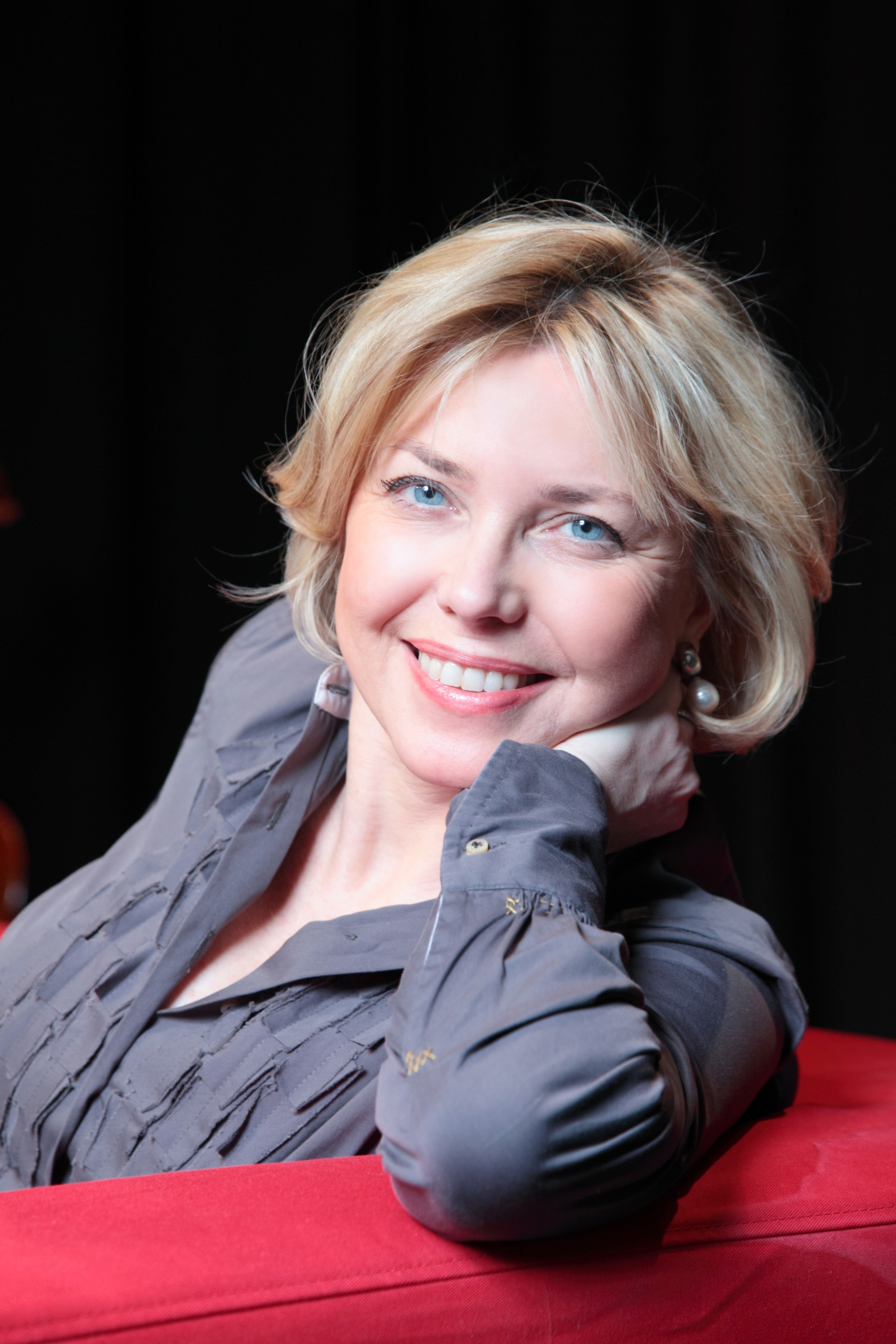
Simone Solga, 2011

Simone Solga (* 6. August 1963 in Gera) ist eine deutsche Kabarettistin, Schauspielerin und Sängerin.

## Leben
Solga wuchs in Leipzig auf und absolvierte dort ab 1980 eine Ausbildung zur Buchhändlerin. 1982 nahm sie an der Theaterhochschule Leipzig ein Schauspielstudium auf, nach dessen Abschluss sie 1986 am Städtischen Theater Leipzig engagiert wurde.
Von 1989 bis 1993 war sie Kabarettistin an der Leipziger Pfeffermühle und von 1995 bis 2000 Ensemblemitglied der Münchner Lach- und Schießgesellschaft. Seit 2000 geht sie mit eigenen Bühnenprogrammen auf Tournee. Nach Ich packs und Perle mit Zündschnur spielte sie 2005 die Rolle der „Kanzlersouffleuse“. Ihr darauf folgendes Programm trug den Titel Bei Merkels unterm Sofa. Im Sommer 2011 spielte sie zusammen mit Michael Frowin und Martin Maier-Bode in der Berliner Distel das Programm Nimm 3.
2001 wirkte sie neben Götz Schubert und Gustav Peter Wöhler in Peter Timms Nachwende-Film Der Zimmerspringbrunnen mit. Daneben hatte sie zahlreiche Fernsehauftritte, unter anderem in 7 Tage, 7 Köpfe. Von 2007 bis 2009 war sie Gast beim Aschermittwoch der Kabarettisten in München sowie 2013 und 2016 in Berlin.

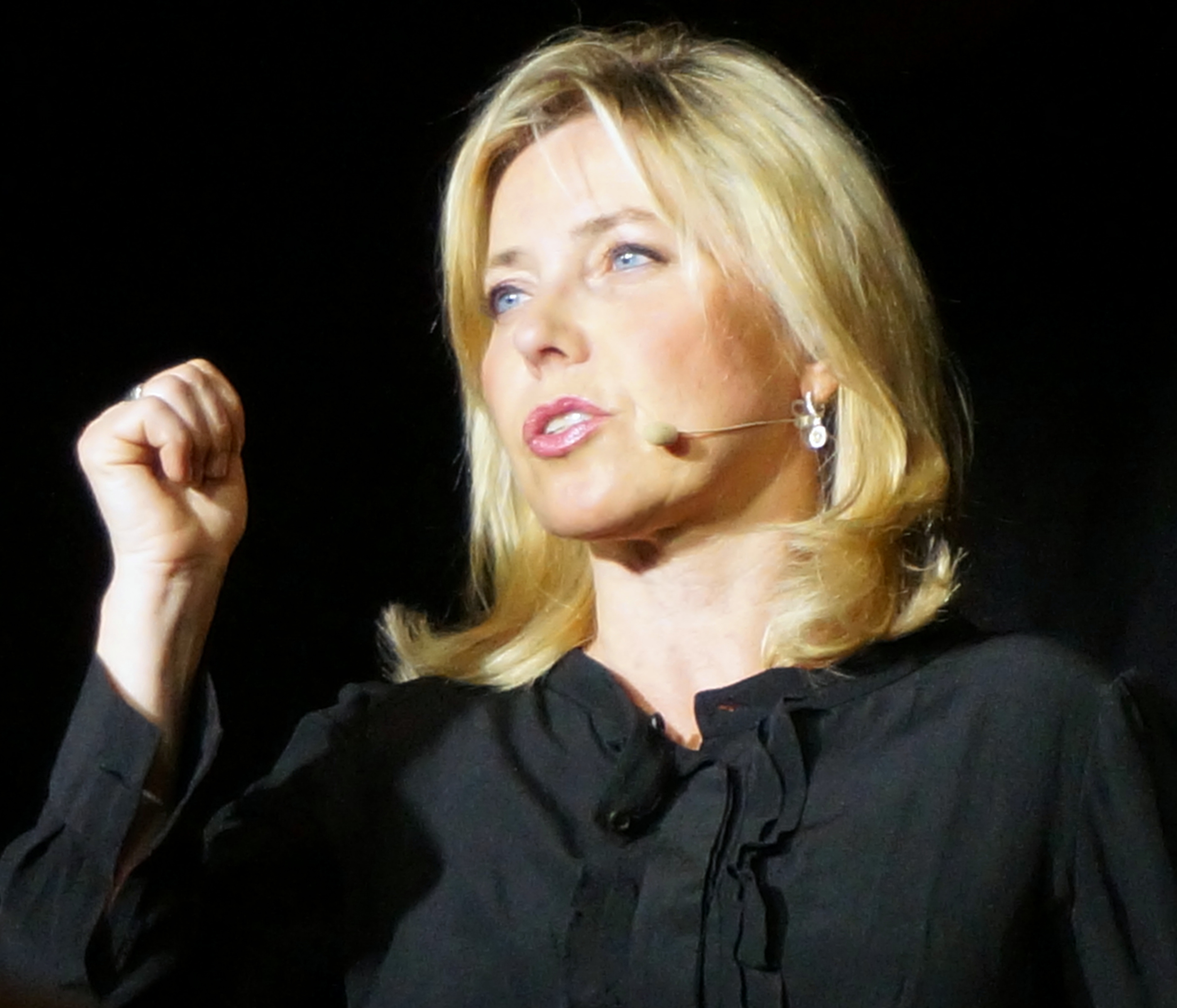
Simone Solga, 2014

2002 veröffentlichte sie das Musikalbum Lieder zwischen heut’ und morgen. Ihr Buch Mein Leben als Kanzlersouffleuse erschien 2009. Im Februar 2013 trat sie beim 9. Politischen Aschermittwoch der Kabarettisten in Berlin auf, dessen Aufzeichnung am 20. Februar in der Deutschlandfunk-Sendung Querköpfe ausgestrahlt wurde. Im Februar 2014 war sie erstmals Gast in der Sendung Die Anstalt von Max Uthoff und Claus von Wagner.
Während der Corona-Pandemie startete sie 2021 ihren Youtube-Kanal.

## Soloprogramme
- 2000: Ich packs
- 2002: Perle mit Zündschnur
- 2005: Kanzlersouffleuse
- 2009: Bei Merkels unterm Sofa
- 2013: Im Auftrag Ihrer Kanzlerin
- 2017: Das gibt Ärger
- 2020: Ihr mich auch
- 2024: Ist doch wahr!

## TV-Auftritte (Auswahl)
- Die Anstalt
- Mitternachtsspitzen
- Spätschicht – Die Comedy Bühne
- nuhr im Ersten
- SchleichFernsehen

## Auszeichnungen
- 2003: Hessischer Kleinkunstpreis
- 2003: Sprungbrett (Förderpreis des Handelsblattes)
- 2004: Lüdenscheider Lüsterklemme
- 2005: Reinheimer Satirelöwe Solokabarett
- 2006: AZ-Stern der Woche der Münchner Abendzeitung
- 2009: Das große Kleinkunstfestival der Wühlmäuse – Jury-Preis
- 2010: Gaul von Niedersachsen
- 2014: Deutscher Kabarettpreis
- 2014: DER EDDI
- 2015: Salzburger Stier (Kleinkunstpreis) für Deutschland
- 2016: Nordrhein-Westfälischer Kleinkunstpreis „Bocholter Pepperoni“
- 2018: Deutscher Kleinkunstpreis in der Sparte Kabarett[3]
- 2018: Morenhovener Lupe

## Veröffentlichungen
- Simone Solga: Mein Leben als Kanzlersouffleuse. Rowohlt-Taschenbuch-Verlag, Reinbek bei Hamburg 2009, ISBN 978-3-499-62516-9.
- SolgaTV, YouTube-Kanal von Simone Solga.